# Fossarus angulatus
Fossarus angulatus is een slakkensoort uit de familie van de Planaxidae. De wetenschappelijke naam van de soort is voor het eerst geldig gepubliceerd in 1857 door Carpenter.